# گروه A جام جهانی فوتبال ۲۰۱۸

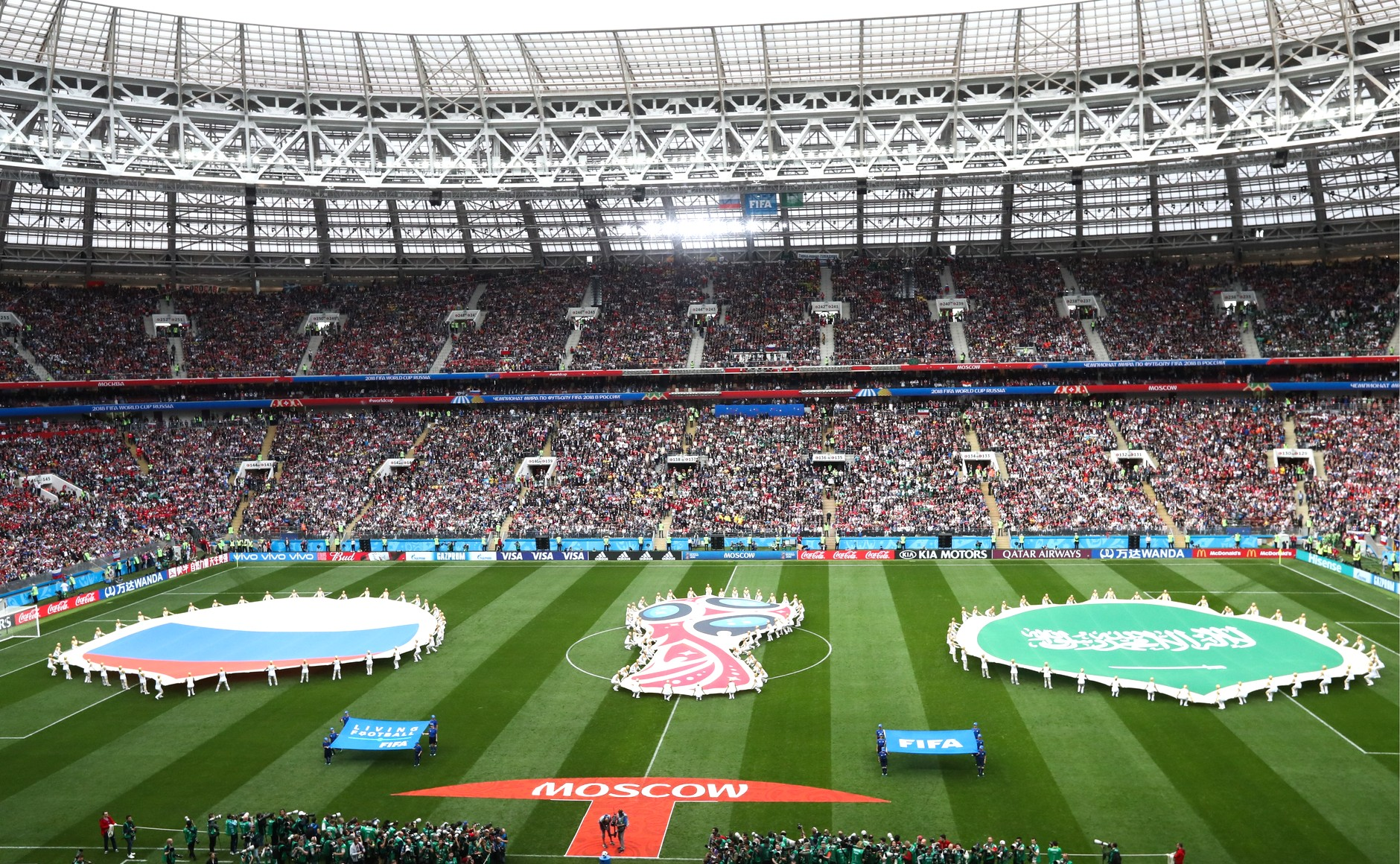
مسابقه عربستان و روسیه در جام جهانی ۲۰۱۸

مسابقات گروه A جام جهانی فوتبال ۲۰۱۸ از ۱۴ تا ۲۵ ژوئن ۲۰۱۸ برگزار شده بود.
این گروه متشکل از روسیه، عربستان سعودی، اروگوئه و مصر بود.
در نهایت روسیه میزبان و اروگوئه به دور بعد صعود کردند.
بازی افتتاحیه جام جهانی ۲۰۱۸ با بازی عربستان سعودی و روسیه بود.
 